# Celleporina avicularia
Celleporina avicularia är en mossdjursart som beskrevs av Hayami 1973. Celleporina avicularia ingår i släktet Celleporina och familjen Celleporidae. Inga underarter finns listade i Catalogue of Life.